# Playin' Around (musikalbum)
Playin' Around är ett samlingsalbum av Play, släppt 2003. albumet innehåller videosegment av medlemmarna i Play när de framför en uppsättning låtar på konsert, repeterar sina musikvideor, diskuterar om deras uppträdande i livet och innehåller även flera Play-musikvideor i full längd. 

## Låtlista
1. "Intro"
2. "Showtime!"
3. "Life on the Road"
4. "Let's Dance"
5. "Sing It Girls, Pt. 1"
6. "Sing It Girls, Pt. 2"
7. "Surf's Up"
8. "Making of Us Against the World"
9. "Us Against the World"
10. "Master of MASTER, Pt. 2"
11. "MASTER, Pt. 2" (F. Lil Fizz)
12. "I'm Gonna Make You Love Me" (Live)
13. "Cinderella"
14. "Outro"
15. "Credits"